# Mechtilda z Hackebornu
Svatá Mechtilda z Hackebornu nebo také Mechtilda z Helfty (1240/1241 – 19. listopadu 1299 Klášter Helfta) byla saská cisterciácká řeholnice.

## Život
Mechtilda z Hackenbornu se narodila roku 1241/1242 v bohaté šlechtické rodině. V sedmi letech vstoupila do cisterciáckého kláštera, kde už žila její starší sestra Gertruda. Po několika letech se celé společenství přestěhovalo do kláštera cisterciaček v Helftě. Mechtilda měla v tomto klášteře na starosti formaci novicek, klášterní školu a liturgický chór. Je autorkou řady modliteb a měla dar proroctví.

## Mystická zkušenost
Mechtilda z Hackenbornu se svěřila se svými mystickými prožitky až ve věku padesáti let právě Gertrudě z Helfty. Její mystické zkušenosti ale už dříve začaly zaznamenávat sestry, které to však utajovaly. Pro její mystiku je typický vztah k liturgii a eucharistii. Středem jejího duchovního života bylo Kristovo lidství, které je měřítkem lidské dokonalosti.
Její mystické zkušenosti popisuje Kniha zvláštních milostí (Liber specialis gratiae), rozdělená do pěti částí.